# Paolo Barzman
Paolo Barzman (* 9. Mai 1957 in Cannes, Frankreich) ist ein französisch-amerikanischer Regisseur. 

## Leben
Seine Eltern, Ben und Norma Barzman, waren Drehbuchautoren in Hollywood. Als sie Ende der 1940er-Jahre als Kommunisten verdächtigt und auf die Blacklist gesetzt wurden, konnten sie ihren Beruf in den USA nicht mehr ausüben. Sie zogen 1949 nach Europa, wo der Vater in der Filmindustrie arbeitete und die Bekanntschaft von Vittorio De Sica, Sophia Loren und Peter Sellers machte. Paolo Barzman wurde in Cannes geboren und wuchs dort auf. Die Eltern kehrten 1977 nach Los Angeles zurück, der Vater starb im Jahr 1989, die Mutter lebte in Beverly Hills. 
Paolo Barzman studierte an der Kunstakademie Académie Julian in Paris und an der University of California in Los Angeles. Danach war er ein Assistent des Filmregisseurs Jean Renoir. Sein erster Kinofilm war Time is Money (1994). Er wirkt hauptsächlich als Regisseur von Fernsehserien und -filmen, z. B. dem Fernseh-Thriller Dass du ewig denkst an mich (2002) mit Nastassja Kinski. 
1994 wurde Barzman beim Internationalen Filmfestival Karlovy Vary für Time Is Money nominiert. 2006 gewann er den Gemini Award für eine Folge der Fernsehserie Matchball für die Liebe (15/Love). 
In seinem zweiten Kinofilm Emotional Arithmetic (2007) war er als Regisseur und Executive Producer tätig. Die Besetzung dieses kanadischen Filmdramas umfasst Gabriel Byrne, Roy Dupuis, Christopher Plummer, Susan Sarandon und Max von Sydow. Es behandelt die Schicksale von drei Holocaust-Überlebenden. Der Film erlebte seine Weltpremiere als Abschlussfilm des Toronto International Film Festival 2007.

## Filmografie (Auswahl)

### Regisseur
- 1989: The Saint: The Big Bang
- 1992: Highlander (Fernsehserie)
- 1993: Um Antwort wird gebeten (For Better and for Worse)
- 1994: Time Is Money (auch Drehbuch)
- 1996: Models in Paradise (Aventures Caraïbes) (Miniserie, 2. Staffel)
- 1999: Les Montagnes bleues (auch Drehbuch)
- 2001: Nimm dich in Acht (You Belong to Me)
- 2001: Largo Winch (Fernsehserie)
- 1999–2002: Relic Hunter – Die Schatzjägerin (Relic Hunter) (11 Folgen)
- 2002: Dass du ewig denkst an mich (All Around the Town)
- 2004: Matchball für die Liebe (15/Love) (Fernsehserie)
- 2007: Emotional Arithmetic (auch Produzent)
- 2008: Scriptum – Der letzte Tempelritter (The Last Templar)

### Second Unit Regisseur oder Regieassistent
- 1983: Kopfjagd – Preis der Angst (Le Prix du danger)
- 1985: Codename: Emerald
- 1987: A Man in Love (Un homme amoureux)
- 2006: 10.5 – Apokalypse (10.5: Apocalypse)